# Cyriak

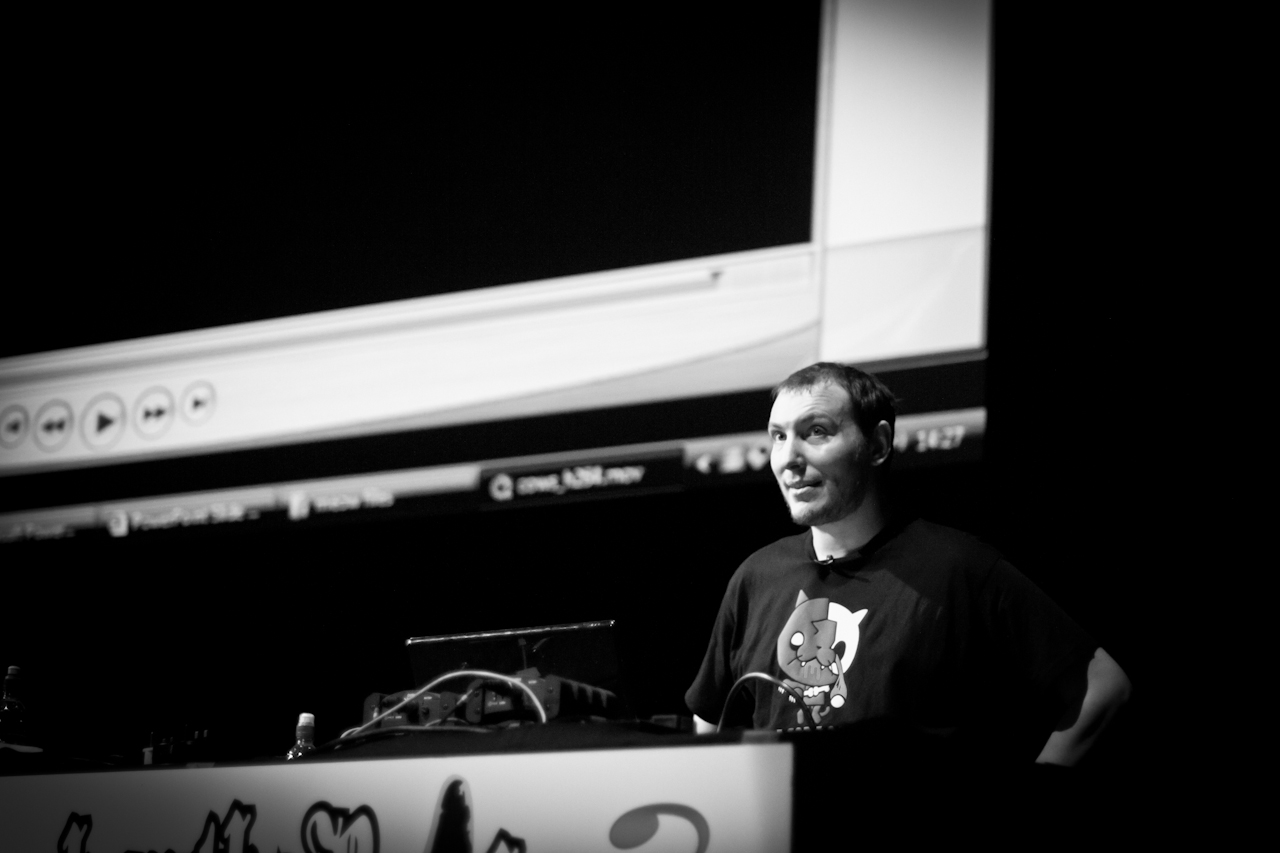
Cyriak in 2010

Cyriak Harris, beter bekend onder zijn voornaam Cyriak, is een Engels freelance animator. Hij brak via de Britse website B3ta door tot professioneel web animator.

## Animatie
Cyriak produceert surrealistische animaties van een unheimische nature. Zijn werk bestaat voornamelijk uit absurde collages en montages van bestaande video's.
Als freelance animator heeft hij onder andere opdrachten gekregen van de BBC, Coca-Cola en Adult Swim.
Cyriak componeert zelf de elektronische muziek voor zijn animaties.
In 2013 regisseerde Cyriak de videoclips van Bonobo's "Cirrus" en Bloc Party's  "Ratchet".